# Andrășești (gmina)
Andrășești – gmina w Rumunii, w okręgu Jałomica. Obejmuje miejscowości Andrășești i Orboești. W 2011 roku liczyła 2212 mieszkańców. 